# Ali Asghar Khaji
Ali Asghar Khaji (persisch علی اصغر خجی; geboren 1953) ist ein iranischer Diplomat im Ruhestand.

## Leben
Im Januar 1981 brach die Regierung Abolhassan Banisadr ihre Beziehungen zum marokkanischen König Hassan II. ab, da dieser Saddam Hussein im ersten Golfkrieg unterstützte.
Von November 1988 bis Februar 1991 leitete Ali Asghar Khaji die Interessenvertretung des Irans in der Botschaft der Schutzmacht Malaysia in Rabat.
Von 13. September 2000 bis 2004 war er Botschafter in Riad
Von 17. Januar 2008 bis 2014 war er Botschafter in Brüssel und war bei der Europäischen Kommission akkreditiert.
Von 2. September 2014 bis 21. Juni 2018 war er Botschafter in Peking.